# C/1975 V1 (West)
C/1975 V1 (West) war ein Komet, der im Jahr 1976 auch am Tage mit dem bloßen Auge gesehen werden konnte. Er wird aufgrund seiner außerordentlichen Helligkeit zu den „Großen Kometen“ gezählt. Bei seinem Vorbeigang an der Sonne zerfiel er in mehrere Bruchstücke. Es war der hellste Komet seit dem Sonnenstreifer Ikeya-Seki von 1965 und gilt bei namhaften Experten als der spektakulärste Komet des 20. Jahrhunderts.

## Entdeckung und Beobachtung
Das La-Silla-Observatorium der Europäischen Südsternwarte war in den 1970er Jahren an einem Kartographierungsprojekt für den Südhimmel beteiligt. Die dabei gewonnenen Photoplatten wurden in Genf von anderen Astronomen ausgewertet. Dabei fand Richard M. West am 5. November 1975 eine Kometenspur auf einer Aufnahme, die bereits am 24. September durch Guido Pizarro aufgenommen worden war. Er suchte nach dem Kometen auch auf anderen Photoplatten aus der gleichen Himmelsregion und fand weitere Spuren des Kometen auf Aufnahmen, die bereits am 10. und 13. August gemacht worden waren. Die Helligkeit des Kometen lag noch unter 14 mag.
Aus den ersten Positionsmessungen wurden durch Brian Marsden vorläufige Bahnelemente berechnet, die auf eine kleine Periheldistanz und auf eine günstige Beobachtungssituation für Beobachter auf der Nordhalbkugel in der Morgendämmerung ab März 1976 hindeuteten. Die Berechnungen sagten auch eine durchaus interessante, wenn auch nicht außergewöhnliche Helligkeitsentwicklung voraus.
Die ersten visuellen Beobachtungen durch ein Teleskop erfolgten am 25. November auf den Philippinen durch Leo Boethin, der in diesem Jahr bereits selbst den Kometen 85D/Boethin entdeckt hatte. Anfang Dezember kam der Komet für kurze Zeit in den Beobachtungsbereich für Astronomen auf der Nordhalbkugel, wo er auch von Tsutomu Seki beobachtet werden konnte, er blieb aber die ganze Zeit über am Abendhimmel der Südhalbkugel sichtbar.
Bis Anfang Januar 1976 war die Helligkeit auf 8 mag angewachsen und am 14. Januar konnte erstmals ein undeutlicher Schweif beobachtet werden. Gegen Ende Januar wurde die Beobachtung des inzwischen etwa 6 mag hellen Kometen schwieriger, da er sich der Sonne näherte und nur noch in der Abenddämmerung zu beobachten war. Er war jetzt schon 2 mag heller als die Prognosen vorhergesagt hatten, aber wenn überhaupt rechneten nur Wenige mit der Entwicklung zu einem Großen Kometen. Um die Mitte Februar nahm dann die Helligkeit rasch zu und erreichte um den 20. Februar bereits 1 mag, der Schweif war 1° lang, nur zwei Tage später wurden schon −1 mag berichtet.
Am 25. Februar konnte der Komet zum ersten Mal durch Teleskope am Taghimmel neben der Sonne gesehen werden. Kurz vor Sonnenuntergang gelang dann auch eine Sichtung mit bloßem Auge. Die Helligkeit wurde zu −2 bis −3 mag geschätzt. Nach dem Vorbeigang des Kometen an der Sonne am 26. Februar wurde er in der Morgendämmerung sichtbar. Auch in den folgenden Tagen wurde er noch am Taghimmel beobachtet. Der plötzliche Helligkeitsanstieg war zum Teil durch eine günstige Konstellation bedingt, wodurch eine Vorwärtsstreuung des Sonnenlichts am Kometenstaub erfolgte, dieser Effekt wurde aber darüber hinaus wahrscheinlich auch noch durch eine ungewöhnlich starke Freisetzung von Staub aus dem Kometenkern verstärkt.

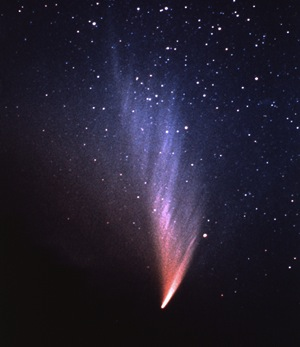
Komet West im März 1976

Anfang März erschien der Komet tief in der Morgendämmerung mit etwa −1 mag Helligkeit und einem mindestens 2° langen Schweif. Nach seiner größten Annäherung an die Erde am 4. März entwickelte sich seine Pracht zu voller Größe. Der Schweif entwickelte sich schnell zu einer Länge von 30 bis 40° am 7. März mit deutlichen Verdichtungen (Striae). Neben dem Staubschweif war noch ein 10° langer Plasmaschweif zu erkennen, sowie ein breiter Fächer, der sich seitlich vom Hauptschweif erstreckte.
Als der Komet sich nun von Sonne und Erde wieder entfernte, nahm seine Helligkeit und seine Schweiflänge bald wieder ab. Bis Mitte März war die Helligkeit auf 3 mag gesunken und der Staubschweif war so verblasst, dass der Plasmaschweif deutlicher hervorstach. Der Komet konnte mit dem bloßen Auge noch bis in die erste Aprilhälfte verfolgt werden, da er auch am Morgenhimmel immer höher stieg. Ende Mai war noch ein Schweif von 1° Länge im starken Fernglas zu erkennen und Ende Juni war die Helligkeit auf 7,5 mag gefallen. Die letzte visuelle Beobachtung gelang am 25. August bei einer Helligkeit von 11 mag. Die letzte photographische Beobachtung erfolgte am 25. September.
Der Komet erreichte am 1. März 1976 eine Helligkeit von −1 mag. Die maximale Helligkeit wurde mit −2 mag erreicht.

## Zerfall des Kometen
Anfang März 1976 konnte erstmals festgestellt werden, dass der Kometenkern eine längliche Form annahm. Am 5. März wurde dann eine deutliche Aufspaltung in zwei Teile festgestellt. Eine Woche später wurden noch zwei weitere Bruchstücke beobachtet.
Zuvor wurde eine Aufsplitterung in so viele Bruchstücke nur beim Großen Septemberkometen C/1882 R1 und bei 16P/Brooks 2 im Jahr 1889 beobachtet. Der erste der beiden ging zuvor sehr nahe an der Sonne vorbei und der zweite sehr nahe am Jupiter. Bei Komet West war keines von beiden der Fall. Wahrscheinlich handelte es sich bei diesem um einen massiven Helligkeitsausbruch, der zum Zerbrechen führte. Ähnliches wurde 1995 bei 73P/Schwassmann-Wachmann 3 beobachtet.
Die Bruchstücke erhielten die Bezeichnungen A (der „Hauptkomet“) bis D. Von diesen war C das kleinste, das schnell verblasste. Am 27. März wurde es zum letzten Mal gesehen und löste sich danach wahrscheinlich vollständig auf. Die anderen Bruchstücke blieben bis zur letzten photographischen Aufnahme des Kometen am 25. September nachweisbar. Ihre Helligkeiten lagen kurz vorher bei etwa 20 mag.

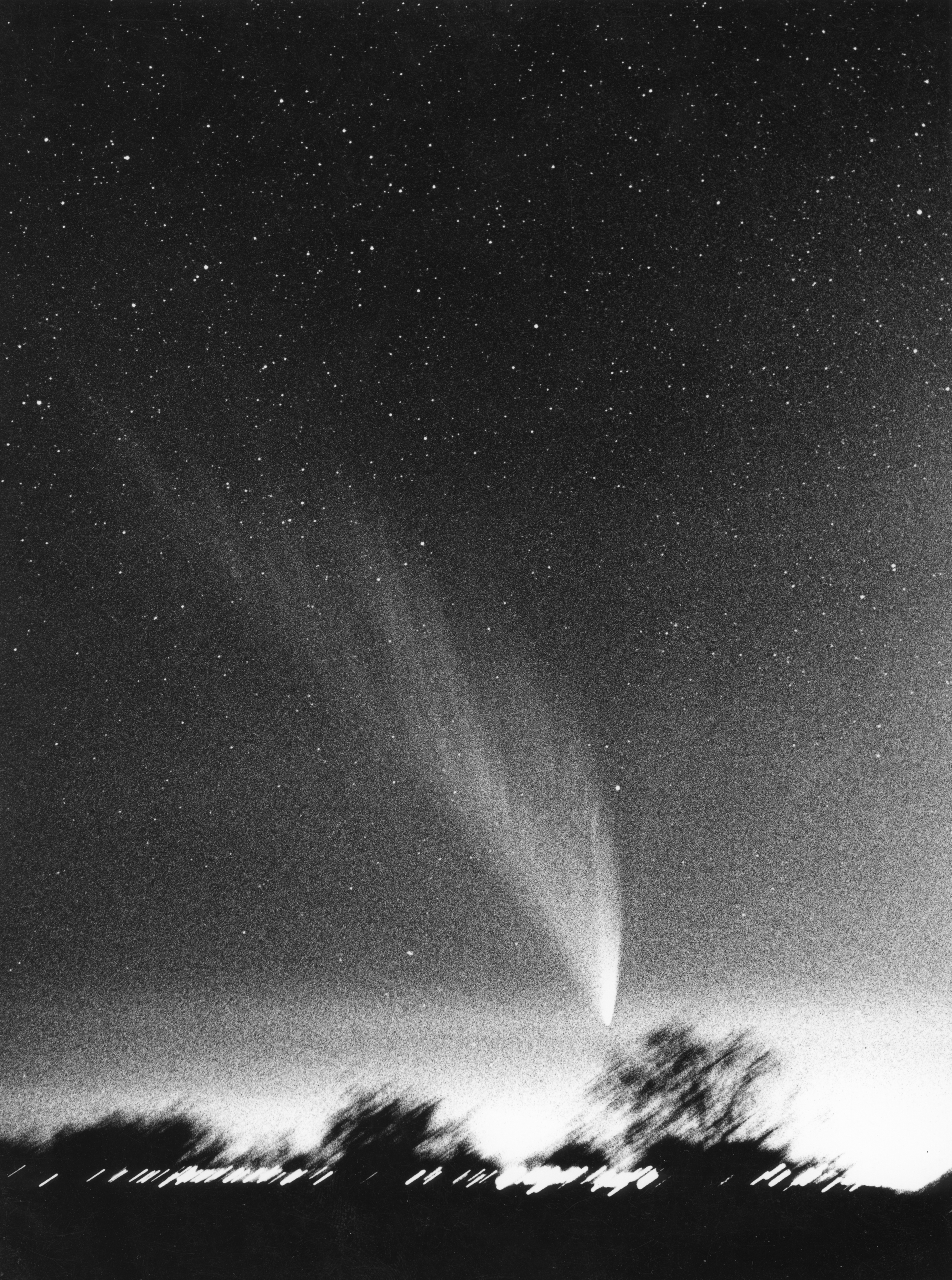
Komet West fotografiert in den Morgenstunden des 3. März 1976 an der vhs-Sternwarte Neumünster

Der Prozess der Aufsplitterung wurde von Zdenek Sekanina und Ľubor Kresák theoretisch untersucht. Danach spaltete sich Teil D zuerst am 19. Februar vom Hauptkörper ab, danach folgte B am 27. Februar und schließlich C am 6. März. Diese Daten passen zeitlich gut zu der ersten beobachteten Helligkeitssteigerung des Kometen und der Zerfall ist die wesentliche Ursache für seine enorme Staubfreisetzung und beobachtete Helligkeit.

## Wissenschaftliche Auswertung
Komet West war der erste Komet, an dem umfassende spektroskopische Untersuchungen im Ultravioletten vorgenommen wurden. Die Messgeräte zur Aufzeichnung des ultravioletten Spektrums des Kometen im Wellenlängenbereich 120–320 nm wurden dazu am 5. März 1976 von einer Aerobee 200-Rakete in die Ionosphäre getragen. Auch Untersuchungen der Polarisation der Kometenstrahlung wurden unternommen.
Der besonders ausgeprägte Staubschweif des Kometen wurde hinsichtlich seiner Dynamik und Morphologie näher untersucht. Dazu wurden auch Schätzungen über die gesamte während des Periheldurchgangs verlorene Masse des Kometen und die Produktionsrate an Staub abgeleitet.
Besondere Aufmerksamkeit erhielt der Komet, als seine beginnende Aufspaltung bemerkt wurde. Dieser Vorgang ist immer noch ein wenig verstandener Prozess, der zwar seit Mitte des 19. Jahrhunderts mehrfach visuell beobachtet worden war, aber nur selten photographisch oder photometrisch. Solche Untersuchungen wurden u. a. an der Universität Lecce durchgeführt.

## Umlaufbahn
Für das Bruchstück A des Kometen konnten aus 218 Beobachtungsdaten über einen Zeitraum von 13 ½ Monaten durch Brian Marsden leider nur relativ ungenaue Bahnelemente berechnet werden. Auch für das Bruchstück B und D konnten Bahnelemente bestimmt werden. Die von Marsden für das Bruchstück A berechneten Bahnelemente sind in der Infobox angegeben und darauf beziehen sich auch die folgenden Angaben. Der Komet bewegt sich auf einer extrem langgestreckten elliptischen Umlaufbahn, die um rund 43° gegen die Ekliptik geneigt ist. Im sonnennächsten Punkt der Bahn (Perihel), den der Komet am 25. Februar 1976 durchlaufen hat, befand er sich mit etwa 29,4 Mio. km Sonnenabstand im Bereich innerhalb der Umlaufbahn des Merkur. Am 29. Februar erreichte er mit 0,79 AE/118,8 Mio. km die größte Annäherung an die Erde und am 9. März ging er in 111,5 Mio. km Abstand an der Venus vorbei.
Der Komet bewegte sich vor seiner Annäherung an das innere Sonnensystem auf einer sehr langgestreckten elliptischen Umlaufbahn. Nach den mit einer gewissen Unsicherheit behafteten Bahnelementen von Bruchstück A hatte seine Bahn zuvor noch eine Exzentrizität von etwa 0,99969 und eine Große Halbachse von etwa 637 AE, so dass seine Umlaufzeit bei etwa 16.000 Jahren lag. Dieser Wert wurde auch von Marsden, Sekanina und E. Everhart angegeben, die seine ursprüngliche und zukünftige Bahn berechneten. Durch die Anziehungskraft der Planeten wurde seine Bahnexzentrizität aber auf einen Wert sehr nahe an 1 vergrößert, so dass sein sonnenfernster Punkt (Aphel) jetzt wieder innerhalb der Oortschen Wolke liegen dürfte. Marsden, Sekanina und Everhart berechneten dafür eine Umlaufzeit von 6,4 Millionen Jahren. Wenn er danach wieder in das innere Sonnensystem zurückkehrt, wird es fälschlicherweise erscheinen, als wäre es ein „dynamisch neuer“ Komet, obwohl es aufgrund seiner Tendenz zu zerfallen vielleicht bereits sein letzter Sonnenbesuch sein wird. Für Bruchstück B und D wird es möglicherweise keine Rückkehr in das innere Sonnensystem geben, da von Syuichi Nakano für beide jeweils Bahnelemente mit Exzentrizitäten > 1 abgeleitet wurden, und die demnach jetzt wahrscheinlich auf hyperbolischen Bahnen das Sonnensystem verlassen.

## Rezeption in den Medien
In den Medien erhielt dieser Komet wenig Beachtung, nachdem die überzogenen Erwartungen, die im Vorfeld an den Kometen C/1973 E1 (Kohoutek) geschürt worden waren, durch dessen „Fiasko“ im Folgejahr enttäuscht worden waren. Dadurch wurden viele, die keine Astronomen waren, erst über die Schönheit des Kometen informiert, als es bereits zu spät war. Und selbst für die Astronomen war die außergewöhnliche Entwicklung des Kometen West ebenso eine Überraschung wie für die meisten anderen.
In der Republik Kongo wurde am 17. Februar 1986 eine Luftpost-Sondermarke zu 150 CFA-Franc mit einer Abbildung des Kometen West anlässlich des Erscheinens des Halleyschen Kometen herausgegeben.